# Loch Mealt
Loch Mealt ist ein See auf der schottischen Hebrideninsel Skye. Er liegt im Nordosten der Insel auf der Halbinsel Trotternish nahe der Küste der Schottischen See. Nahe seinem Nordufer befindet sich der Weiler Ellishadder. Uig liegt elf Kilometer westlich.

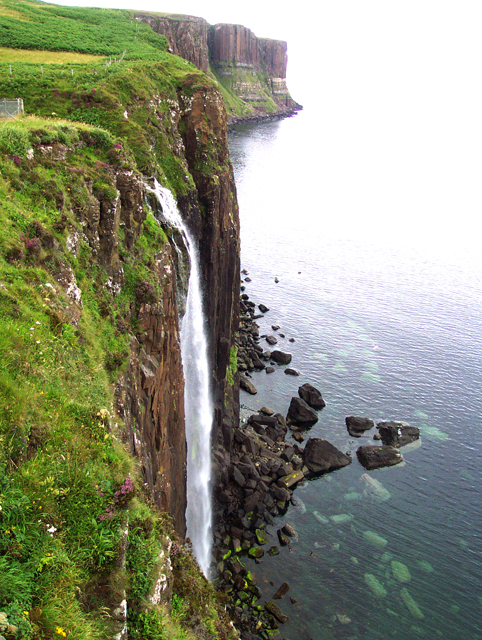
Wasserfall

Die A855 (Portree–Uig) ist mit einem Damm über den See geführt, der den östlichsten Abschnitt von Loch Mealt abschnürt. Von dort fließt ein kurzer Bach ab, der sich als Wasserfall über die Steilküste in die Schottische See ergießt. Auf einer Landzunge am Nordufer befindet sich der Dun Grianan, ein Broch vermutlich aus der Eisenzeit.